# グレン5
『グレン5』（グレンファイブ）は、篠田六による日本の漫画作品。『月刊コミックジーン』（メディアファクトリー）にて、2013年10月号から2015年4月号まで連載された。単行本は全3巻。

## 概要
『ブラッドラッド』の小玉有起がメインキャラクターデザインを手がけ、ゲーム『ダンガンロンパ』シリーズのシナリオを担当する小高和剛が原作を務めるヤンキーポップアクション。

## あらすじ
私立九蓮男子高校——通称・愚蓮高校。全国からワル達が集まるこの高校に、「地球最強の戦士」を探して宇宙からやって来た謎の少女・ハーモニーによりスカウトされた主人公・逸島楽。しかし彼は「最弱」のヤンキーだった！？ヤンキーと『宇宙暴走族』・ギアーズの抗争が始まる！

## 登場人物

### 私立九蓮男子高校
逸島 楽（いつしま らく）
九蓮高校1年。ケンカに一度も勝ったことがなく「負け犬のラク」と呼ばれている。しかし、かなり丈夫な体をしており、どんなにやられても必ず立ち上がる負けず嫌い。ハーモニーによる「最強」を決めるケンカで運良く屋上にたどり着くことができ、彼女から「地球を守る英雄」にスカウトされる。その称号に本人の能力を最大限に引き出す腕章「硬」をもらう。
九十九 文人（つくも ふみと）
「最強」を決めるケンカが繰り広げられる中、転校生として楽の前に現れる。ケンカの強さは並外れており、高校の中で最強と言われていたヤンキー達をあっさり倒し、一番初めに屋上に到達した。彼も楽と共にハーモニーから「地球を守る英雄」にスカウトされる。その称号に本人の能力を最大限に引き出す腕章「攻」をもらう。
ハーモニー
ギアーズに滅ぼされた星からやって来た女の子。初登場時は謎のグラマー美女として現れ、私立九蓮男子高校生徒全員に「この中で見事ケンカに勝ち、屋上に辿り着いた最強の人に素敵な体験をさせてあげる」と宣言。見事屋上に立った楽と文人を「地球を守る英雄」として協力してくるようスカウトした。ヤンキーを孤高の戦士だと勘違いしている。
ギアーズ
宇宙を荒らし回る機械生命体。通称・『宇宙暴走族』。

## 書誌情報
- 原作：小高和剛・メインキャラクターデザイン：小玉有起・漫画：篠田六『グレン5』メディアファクトリー〈MFコミックス ジーンシリーズ〉、全3巻
  1. 2014年3月27日発売[2]、ISBN 978-4-04-066510-8
  2. 2014年10月27日発売[3]、ISBN 978-4-04-066891-8
  3. 2015年4月27日発売[4]、ISBN 978-4-04-067502-2